# Wunderloop
 (septembre 2016).
Si vous disposez d'ouvrages ou d'articles de référence ou si vous connaissez des sites web de qualité traitant du thème abordé ici, merci de compléter l'article en donnant les références utiles à sa vérifiabilité et en les liant à la section « Notes et références ».
Wunderloop est une société d'études marketing fondée en 1999 par Ulrich Hegge et Frank Conrad.
Sa mission consiste à équiper les différents acteurs publicitaires d’une technologie permettant de cibler leur audience en utilisant des critères sociodémographiques, les centres d’intérêts des utilisateurs ainsi que toutes les options de ciblage (le ciblage comportemental, le ciblage par mots clés et le ciblage prédictif). Le ciblage intégré peut être appliqué sur tous médias et systèmes. 
Wunderloop a des bureaux à Amsterdam, Hambourg, Londres, Madrid, Milan et Paris depuis 2007,.